# Ilona Bodden

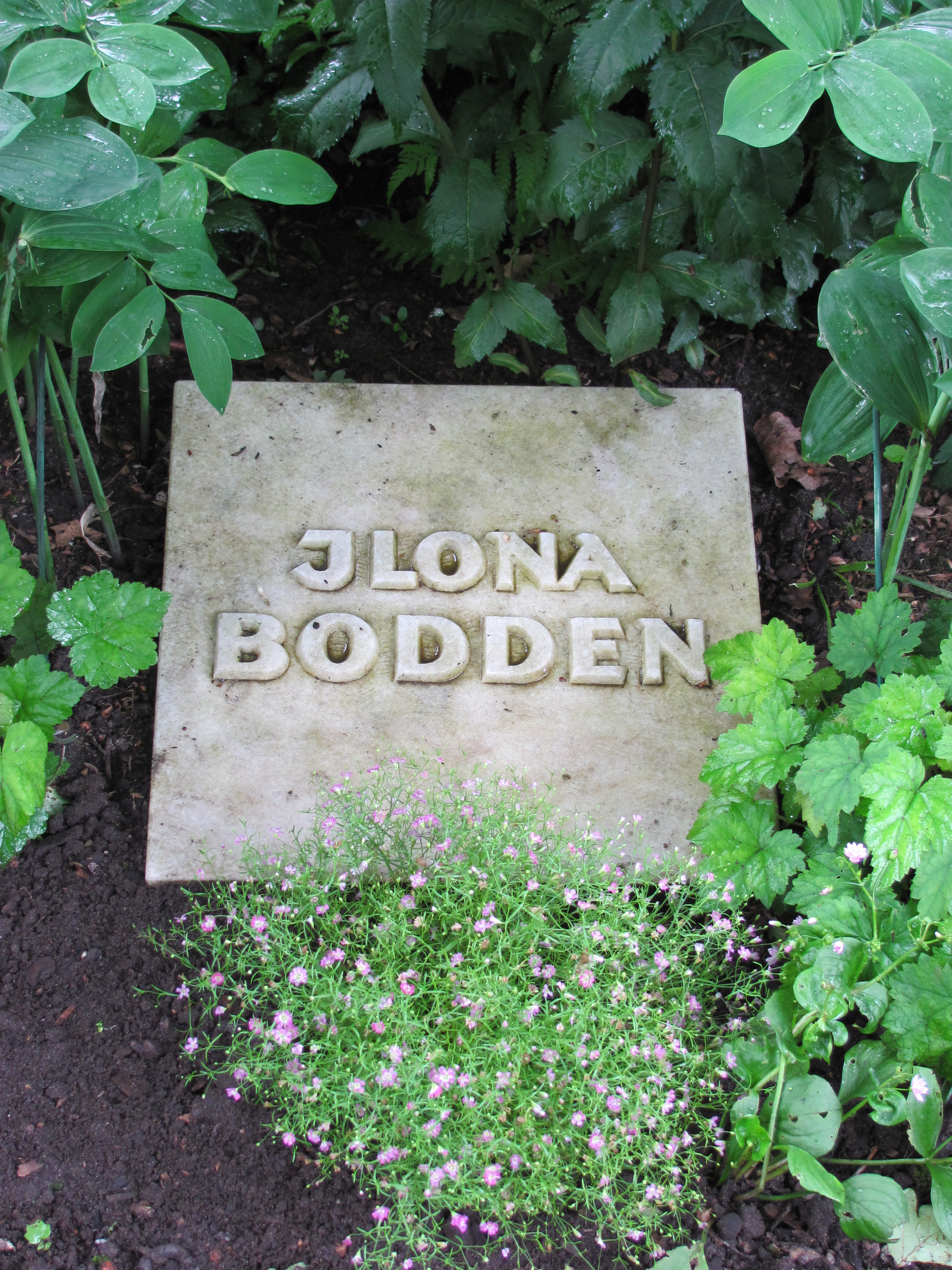
Grabstein im „Garten der Frauen“ auf dem Friedhof Ohlsdorf

Ilona Bodden (verheiratete Löbering; * 8. Februar 1927 in Hildesheim; † 16. April 1985 in Hamburg) war eine deutsche Lyrikerin, Kinderbuchautorin und Übersetzerin.

## Leben
Ilona Bodden war die Tochter eines Buchhändlers. Sie wuchs in Braunschweig auf, wo sie das Abitur ablegte und anschließend zeitweilig im Buchhandel arbeitete. Ende der 1950er-Jahre veröffentlichte sie erste Gedichte in Westermanns Monatsheften. Manfred Hausmann ermutigte sie, die dichterische Arbeit fortzusetzen.
1960 veröffentlichte sie mit Pappeln, schwarze Federn aus Nacht ihren ersten Lyrikband. Karl Krolow äußerte sich darüber: „In ihren Gedichten, die ein hohes Maß lyrischer Konzentration, lyrischen Ernstes erreichen, treffen Zeit, Jahreszeit wie Landschaft in wenigen Zeilen auf exemplarische Weise aufeinander und ergeben Arbeiten von tiefer zuweilen heftiger Bildhaftigkeit“. Sie nahm ein Studium der Psychologie und Germanistik auf. In Paris lernte sie 1973 Jacques Prévert kennen, der ihr Schaffen beeinflusste. 1974 folgte der Lyrikband Erinnerungen an einen Obelisken. Sie veröffentlichte in deutschen, österreichischen und schweizerischen Zeitungen und Zeitschriften. Sie arbeitete für den Hörfunk, darunter für den Südwestfunk, Radio Bremen und den RIAS. Ab Mitte der 1970er-Jahre schrieb sie eine Reihe von Kinderbüchern. Daneben übersetzte sie aus der italienischen, englischen und französischen Sprache und wirkte neben deutschen an italienischen und ungarischen Lyrikanthologien mit. In Italien wurde sie mit fünf Literaturpreisen ausgezeichnet.
Mit ihrem Mann Günter Löbering, einem Journalisten, lebte sie in Hamburg in der Hoheluftchaussee. Dort nahm sie sich 1985, wenige Tage nach dem Tod ihres Ehemannes, das Leben.
Nach Auflösung der ursprünglichen Grabstätte im Planquadrat N 32 wurde der Kissenstein in den Garten der Frauen auf dem Friedhof Ohlsdorf verlegt.

## Auszeichnungen
- 1971: Premio Internazionale di Poesia Gradara (auch 1973)
- 1972: Premio Picenum (auch 1974)
- 1977: Premio Letterario Internazionale Tolentino Terme (für Lyrik in italienischer Sprache)

## Werke (Auswahl)
Lyrik
- Pappeln, schwarze Federn aus Nacht. Wegner, Hamburg 1960.
- Der gläserne Vogel. Gedichte gegen die Zeit. Bläschke, St. Michael 1980.
- Schattenzonen. Gedichte außerhalb der Zeit. Bläschke, St. Michael 1981, ISBN 3-7053-1469-1.
- Die Hahnenkutsche. Gedichte für Kinder. Ellermann, München 1980, ISBN 3-7707-6260-6.
- Die Gehäuse der Zeit. Neue Gedichte. Bläschke, St. Michael 1983, ISBN 3-7053-2066-1.

Kinderbücher
- Tom und Tina und der struppige Hund. Herder, Freiburg im Breisgau 1974, ISBN 3-451-16926-6.
- Maulwurf Julius und der Nudelbaum. Herder, Freiburg im Breisgau 1979, ISBN 3-451-17134-1.
- Hi Ha Hexenschuss. Neue Reime und Rätsel für jeden Tag. Schneider, München 1983, ISBN 3-505-08528-6.
- Tierweihnacht. Illustrationen von Amrei Fechner. Ravensburger Buchverlag, Ravensburg 1985, ISBN 3-473-33131-7.